# Сахнюк Богдан Петрович
Богда́н Петро́вич Сахню́к (17 липня 1977 — 13 серпня 2014) — старший солдат Збройних сил України, учасник російсько-української війни.

## Життєвий шлях
Народився 1977 року в селі Жолобне (Новоград-Волинський район, Житомирська область). Закінчив Жолобненську гімназію. 1 серпня 2000 року вступив на військову службу за контрактом. Протягом 2002—2003 років в складі миротворчого контингенту місії ООН перебував у Сьєрра-Леоне та неодноразово брав участь у миротворчих місіях у Косово (2006—2007). Старший солдат, водій польового вузла зв'язку 30-ї ОМБр. Був водієм полковника Олександра Нестеренка, який на той час командував 30-ю бригадою.
Загинув внаслідок артилерійського обстрілу поблизу села Степанівка (Шахтарський район). Богдан був за кермом автомобіля «Нива», після обстрілу вважався зниклим безвісти. Тоді ж поліг сержант Юрій Євпак.
Упізнаний за експертизою ДНК. 27 лютого 2015 року з військовим попрощались у Новоград-Волинському. Похований в рідному селі.
Залишилася дружина Олена та двоє синів.

## Нагороди та вшанування
За особисту мужність і героїзм, виявлені у захисті державного суверенітету та територіальної цілісності України, вірність військовій присязі під час російсько-української війни, відзначений — нагороджений
- орденом «За мужність» III ступеня (22.9.2015, посмертно)
- в Жолобному проводиться футбольний турнір пам'яті Богдана Сахнюка.
- Вшановується 13 серпня на щоденному ранковому церемоніалі вшанування українських захисників, які загинули цього дня у різні роки внаслідок російської збройної агресії[1].
- Його портрет розміщений на меморіалі «Стіна пам'яті полеглих за Україну» у Києві: секція 2, ряд 5, місце 38.
- Почесний громадянин Звягеля (посмертно; рішення Новоград-Волинської міської ради від 24.07.2020 № 1002)[2]